# Jan Hendrik Oort
Jan Hendrik Oort (født 28. april 1900 i Franeker, død 5. november 1992 i Leiden) var en hollandsk astronom, professor og direktør for observatoriet i Leiden fra 1945-70. 
Han var præsident for Internationale Astronomiske Union (IAU) fra 1958-61. Han studerede Mælkevejsystemets struktur og opdagede den galaktiske rotation. Postulerede et reservoir af kometkerner, Oorts kometsky, og beregnede kometbaner. Han foretog også radioastronomiske observationer af interstellart stof. Han var forkæmper for internationalt astronomisk samarbejde.

## Henvisning
- Adriaan Blaauw, Maarten Schmidt (juli 1993). "Jan Hendrik Oort (1900–1992)". Publications of the Astronomical Society of the Pacific. 105: 681-685.